# Новый (Коношский район)
Новый — поселок в Коношском районе Архангельской области. Входит в состав Подюжского сельского поселения.

## География
Находится в юго-западной части Архангельской области на расстоянии приблизительно 4 км на юг по прямой от административного центра поселения поселка Подюга у железнодорожной линии южного хода дороги Коноша-Котлас (остановочный пункт 37 км).

## История
Поселок находится у железнодорожной линии, построенной в 1943 году.

## Население
Численность населения: 325 человек (русские 96 %) в 2002 году, 195 в 2010.